# Wydział Elektrotechniki, Automatyki, Informatyki i Inżynierii Biomedycznej Akademii Górniczo-Hutniczej w Krakowie
Wydział Elektrotechniki, Automatyki, Informatyki i Inżynierii Biomedycznej (EAIiIB) – wydział Akademii Górniczo-Hutniczej im. S. Staszica w Krakowie. 
Wydział swoimi korzeniami sięga roku 1952 kiedy to Wydział Elektromechaniczny został podzielony na dwa wydziały (Elektryfikacji Górnictwa i Hutnictwa oraz Mechanizacji Górnictwa i Hutnictwa). Wydział dynamicznie rozwijał się wielokrotnie zmieniając nazwę. Aktualną nazwę Wydział przyjął w roku 2012 po restrukturyzacji Wydziału Elektrotechniki, Automatyki, Informatyki i Elektroniki.Wydział EAIiIB jest kontynuatorem kształcenia na kierunku inżynieria biomedyczna w miejsce Międzywydziałowej Szkoły Inżynierii Biomedycznej.

## Władze
Kadencja 2024-2028
| Stanowisko | Imię i nazwisko                          |
| --- | ---------------------------------------- |
| Dziekan | dr hab. inż. Edyta Kucharska, prof. AGH  |
| Prodziekan ds. studenckich i ogólnych                                                                                        | dr inż. Mikołaj Skowron                  |
| Prodziekan ds. nauki oraz Prodziekan ds. kształcenia dla kierunku Elektrotechnika                                            | dr hab. inż. Marcin Baszyński, prof. AGH |
| Prodziekan ds. Współpracy oraz Prodziekan ds. kształcenia dla kierunków Informatyka i Systemy Inteligentne, Computer Science | dr hab. inż. Igor Wojnicki               |
| Prodziekan ds. Projektów oraz Prodziekan ds. kształcenia dla kierunku Automatyka i Robotyka                                  | dr hab. inż. Joanna Kwiecień, prof. AGH  |
| Prodziekan ds. kształcenia dla kierunku Mikroelektronika w Technice i Medycynie                                              | dr inż. Marek Stencel                    |
| Prodziekan ds. kształcenia dla kierunku Inżynieria Biomedyczna oraz Informatyka Medyczna                                     | dr hab. inż. Eliasz Kańtoch, prof. AGH   |

Od 1 października 2019 r. Rada Wydziału została przekształcona z ciała kolegialnego w Kolegium Wydziałowe, które jest opiniodawczo-doradczym gremium dla dziekana, w skład którego wchodzą:
- dziekan jako jej przewodniczący,
- prodziekani,
- dyrektorzy instytutów i kierownicy katedr,
- dyrektor administracyjny wydziału,
- przedstawiciele poszczególnych grup pracowniczych oraz studentów i doktorantów

W posiedzeniach kolegium wydziałowego z głosem doradczym uczestniczą przedstawiciele związków zawodowych działających w Uczelni po jednym z każdego związku. Mogą także uczestniczyć z głosem doradczym inne osoby zaproszone przez dziekana.
Kolegium Wydziału opiniuje wszystkie ważne decyzje dziekana dotyczące działalności dydaktycznej, badawczej i organizacyjnej wydziału. W szczególności kolegium wydziałowe opiniuje:
- projekt planu rzeczowo-finansowego wydziału,
- projekt strategii rozwoju wydziału,
- powoływanie i przekształcanie kierunków i specjalności studiów,
- wydziałowy system zapewnienia jakości kształcenia,
- wnioski dziekana o tworzenie, przekształcanie i likwidację instytutów i katedr,
- zasady polityki kadrowej dotyczących nauczycieli akademickich.

Spośród członków społeczności Wydziału wybierani są również przedstawiciele Wydziału w Senacie AGH:
Kadencja 2024-2028:
1. prof. dr hab. inż. Marek Gorgoń
2. dr hab. inż. Edyta Kucharska, prof. AGH
3. prof. dr hab. inż. Robert Stala
4. prof. dr hab. inż. Jarosław Wąs
5. dr inż. Bartłomiej Garda
6. studentka Anna Smolik

### Wydziałowa Rada Samorządu Studentów
„Wydziałowa Rada Samorządu Studentów wydziału EAIiIB” jest organizacją, której głównym zadaniem jest reprezentowanie i obrona interesów wszystkich studentów wydziału. WRSS WEAIiIB zajmuje się pomocą studentom pod kątem dydaktyki i funkcjonowania na uczelni. Jako przedstawiciele studentów uczestniczy w obradach Kolegium Wydziału. Ma swojego przedstawiciela w Senacie AGH. Organizuje życie społeczne i kulturalne na Wydziale.
Główne wydarzenia organizowane przez WRSS to:
- Bal Elektryka
- Rajd Elektryka
- Puchar Dziekana
- Nauka Samogłosek
- Wydziałówki
- Konferencja naukowa CEREBRO

## Struktura organizacyjna
W skład Wydziału Elektrotechniki, Automatyki, Informatyki i Inżynierii Biomedycznej wchodzi 6 katedr:
1. Katedra Automatyki i Robotyki
2. Katedra Biocybernetyki i Inżynierii Biomedycznej
3. Katedra Elektrotechniki i Elektroenergetyki
4. Katedra Energoelektroniki i Automatyki Systemów Przetwarzania Energii
5. Katedra Informatyki Stosowanej
6. Katedra Metrologii i Elektroniki

## Kierunki i specjalności[5]

### Automatyka i Robotyka[6]
Typ: studia I stopnia (inżynierskie) i II stopnia (magisterskie)
Profil kształcenia: profil ogólnoakademicki
Forma studiów: stacjonarne i niestacjonarne
Specjalności na studiach II stopnia:
- Komputerowe Systemy Sterowania,
- Informatyka w Sterowaniu i Zarządzaniu,
- Inteligentne Systemy Sterowania,
- Cyber-Physical Systems (w języku angielskim)

### Computer Science
Typ: studia I stopnia (inżynierskie) 
Profil kształcenia: profil ogólnoakademicki
Forma studiów: stacjonarne

### Elektrotechnika[7]
Typ: studia I stopnia (inżynierskie) i II stopnia (magisterskie)
Profil kształcenia: profil ogólnoakademicki
Forma studiów: stacjonarne i niestacjonarne
Specjalności na studiach II stopnia:
Studia stacjonarne:
- Automatyka Przemysłowa i Automatyka Budynków
- Elektroenergetyka
- Energoelektronika i Napęd Elektryczny
- Inżynieria Elektryczna w Pojazdach Samochodowych
- Pomiary Technologiczne i Biometryczne
- Platforma Technologiczna Smart Grids  (w języku angielskim)

Studia niestacjonarne:
- Automatyka i Metrologia
- Elektroenergetyka
- Inżynieria Komputerowa w Przemyśle

### Informatyka[8]
Typ: studia I stopnia (inżynierskie) i II stopnia (magisterskie)
Profil kształcenia: profil ogólnoakademicki
Forma studiów: stacjonarne
Specjalności na studiach II stopnia:
- Informatyka w medycynie i systemach multimedialnych
- Inżynieria oprogramowania i systemów
- Systemy informatyczne w produkcji i administracji
- Grafika komputerowa
- Systemy inteligentne
- Systems Modelling and Data Analysis

Kierunek prowadzony wspólnie z Wydziałem Informatyki.

### Informatyka Medyczna[10]
Typ: studia I stopnia (inżynierskie)
Profil kształcenia: profil ogólnoakademicki
Forma studiów: stacjonarne

### Informatyka i Systemy Inteligentne[11]
Typ: studia I stopnia (inżynierskie) i II stopnia (magisterskie)
Profil kształcenia: profil ogólnoakademicki
Forma studiów: stacjonarne
Specjalności na studiach II stopnia:
- Inżynieria Oprogramowania
- Grafika w Systemach Inteligentnych
- Artificial Intelligence and Data Analysis (w języku angielskim)

### Inżynieria Biomedyczna[12]
Typ: studia I stopnia (inżynierskie) i II stopnia (magisterskie)
Profil kształcenia: profil ogólnoakademicki
Forma studiów: stacjonarne
Specjalności na studiach II stopnia:
- Informatyka i Elektronika Medyczna
- Inżynieria Biomateriałów
- Biomechanika i Robotyka
- Bionanotechnologie

### Metrologia i Inżynieria Pomiarów[13]
Typ: studia II stopnia (magisterskie)
Profil kształcenia: profil ogólnoakademicki
Forma studiów: stacjonarne

### Mikroelektronika w Technice i Medycynie[14]
Typ: studia I stopnia (inżynierskie) i II stopnia (magisterskie)
Profil kształcenia: profil ogólnoakademicki
Forma studiów: stacjonarne
Studia II stopnia na tym kierunku są prowadzone w ramach jednej specjalności.

### Technologie Przemysłu 4.0[15]
Typ: studia I stopnia (inżynierskie)
Profil kształcenia: profil ogólnoakademicki
Forma studiów: stacjonarne
Kierunek prowadzony wspólnie z Wydziałem Odlewnictwa.

## Działalność studencka

### Koła naukowe[16]
Koła naukowe Wydziału EAIiIB funkcjonują w pionie hutniczym uczelni. Pełnomocnikiem Rektora w tym pionie jest dr inż. Leszek Kurcz.
Obecnie przy Wydziale EAIiIB działa łącznie 19 Studenckich Kół Naukowych spośród wszystkich 79 kół pionu hutniczego:
1. Koło Naukowe Automatyków i Robotyków FOCUS
2. Koło Naukowe Elektroenergetyków PIORUN
3. Koło Naukowe ECART
4. Koło Naukowe Elektrotermii
5. Koło Naukowe Modelowania w Finansach
6. Koło Naukowe INTEGRA
7. Koło Naukowe GLIDER
8. Koło Naukowe MACKN
9. Koło Naukowe BIOMED
10. Koło Naukowe BioMetr
11. Koło Naukowe viFactory
12. Koło Naukowe Volt
13. Koło Naukowe AVADER
14. Koło Naukowe Artificial Intelligence Lab
15. Koło Naukowe AGH Silicon Technologies
16. Koło Naukowe Sigminded
17. Koło Naukowe BioMedical Imaging
18. Koło Naukowe Industrial Data Science
19. Koło Naukowe AGH Dynamics

### EESTEC AGH Kraków
Electrical Engineering and Computer Sciences Students’ Club (EESTEC) AGH to organizacja studencka, działająca na Akademii Górniczo – Hutniczej im. Stanisława Staszica w Krakowie, której aktywność koncentruje się na dwóch wydziałach: Elektrotechniki, Automatyki, Informatyki i Inżynierii Biomedycznej (WEAIiIB) oraz Informatyki, Elektroniki i Telekomunikacji (WIEiT). EESTEC AGH Kraków organizuje projeky, otwarte dla wszystkich studentów z miasta, a także innych uczelni technicznych w Polsce. Organizacja odpowiada za takie przedsięwzięcia jak:
- Soft Skills Academy (SSA),
- Targi Projektów Akademickich (TPA),
- KrakYourNet (KYN).